# 布萊恩茨維爾 (印地安納州)
布萊恩茨維爾（英語：Bryantsville）是位於美國印地安納州勞倫斯縣的一個非建制地區。該地的面積和人口皆未知。